# Parlamentsvalet i Krim 2014
Parlamentsvalet i Krim 2014 till det regionala parlamentet i Krim hölls i Republiken Krim och den federala staden Sevastopol 14 september. Det var ett extrautlyst val efter det att Krim hade tagits upp i Ryska federationen 2014, utlyst 17 april av president Vladimir Putin. Resultat blev att Enade Ryssland fick 71,06% av rösterna och Liberaldemokratiska partiet fick 8,14%. Valdeltagandet var 53,61%.

## Källhänvisningar
Den här artikeln är helt eller delvis baserad på material från en annan språkversion av Wikipedia.
1. 1 2  Russia's Central Election Commission Recognizes Crimea's Parliament Vote as Valid
2. ↑  ”United Russia wins 70 out of 75 seats in Crimean parliament — preliminary count”. Arkiverad från originalet den 24 oktober 2014. https://web.archive.org/web/20141024090120/http://en.itar-tass.com/russia/749559. Läst 25 oktober 2014.